# 亢保
亢保（？—？），字子佑，清朝官員，蒙古正藍旗人。乾隆七年（1742年）壬戌科進士。

## 任職履歷
- 雍正十三年（1735年），举人。
- 乾隆七年（1742年），進士。
- 乾隆二十二年（1757年）七月，由常鎮道監察御史授任江西省按察使。
- 乾隆二十五年十月十九日（1760年11月26日），調任湖北省布政使。
- 乾隆二十六年（1761年）八月，調任貴州省布政使。
- 乾隆二十八年六月十日（1763年7月20日），貴州省布政使一職解職。